# Дубки (Дагестан)
Дубки́ (авар. Дубки, кум. Дубки) — посёлок городского типа в Казбековском районе Республики Дагестан России.
Образует муниципальное образование посёлок Дубки со статусом городского поселения как единственный населённый пункт в его составе
Население — 5544 чел. (2025).
Расположен восточнее районного центра — селения Дылым, на правобережье реки Сулак. Расстояние до райцентра — около 30 км (по дорогам). В 5 км расположена Чиркейская ГЭС. Застроен 4-этажными панельными домами.

## История
Образован как посёлок гидростроителей Чиркейской ГЭС.
Статус посёлка городского типа — с 1974 года.

## Население
| 1979  | 1989  | 2002  | 2008  | 2009  | 2010  | 2012  |
| ----- | ----- | ----- | ----- | ----- | ----- | ----- |
| 7179  | ↘6524 | ↘5208 | ↗5417 | ↗5493 | ↘5202 | ↗5238 |
| 2013  | 2014  | 2015  | 2016  | 2017  | 2018  | 2019  |
| ↗5289 | ↗5329 | ↗5362 | ↗5406 | ↗5425 | ↘5397 | ↗5406 |
| 2020  | 2021  | 2023  | 2024  | 2025  |       |       |
| ↗5409 | ↗5632 | ↘5569 | ↘5539 | ↗5544 |       |       |

Национальный состав
По результатам переписи 2010 года:
- аварцы — 3978 чел. (76,5 %)
- кумыки — 489 чел. (9,4 %)
- русские — 248 чел. (4,8 %)
- даргинцы — 200 чел. (3,8 %)
- лакцы — 103 чел. (2,0 %)
- лезгины — 96 чел. (1,8 %)
- другие — 88 чел. (1,7 %)

## Экономика
Большая часть экономически активного населения поселка является сотрудниками Чиркейской ГЭС.
Кроме того, ранее в поселке располагался филиал оборонного завода «Эльтав» (ныне не действует).